# Чела, Хуан Игнасио
Хуан Игнасио Чела (исп. Juan Ignacio Chela; родился 30 августа 1979 года в Сьюдад-Хенераль-Мартин-Мигель-де-Гуэмесе, Буэнос-Айрес, Аргентина) — бывший аргентинский профессиональный теннисист; победитель девяти турниров ATP (из них шесть в одиночном разряде); полуфиналист одного турнира Большого шлема в парном разряде (Уимблдон-2010); обладатель командного Кубка мира (2007) в составе национальной сборной Аргентины.

## Общая информация
Хуан Игнасио — один из двух детей Педро Эмира и Фелисы Родригес; его старшую сестру зовут Эухения. Отец семейства — руководитель на заводе, мать — домохозяйка. 14 ноября 2008 аргентинец оформил отношения со своей девушкой Вероникой Лус Алонсо.
Чела начал играть теннис в возрасте 6 лет вместе со старшей сестрой. Любимое покрытие — грунт.
За свою худобу получил у знакомых прозвище эль флако.
Любит музыку Рок-н-ролл, поклонник аргентинской группы Los Redondos.

## Спортивная карьера

### Начало карьеры
Профессиональную карьеру начал в 1998 году. В тот же год он выиграл три турнира из серии «фьючерс». В марте 1999 года выиграл первый «челленджер» в Салинасе. В июле того же года дебютирует в основных соревнованиях ATP-тура, приняв участие в турнире в Кицбюэле. В октябре выиграл ещё один «челленджер» в Лиме. В феврале 2000 года, неожиданно для многих и находясь ещё за пределами Топ-100, выиграл титул на турнире в Мехико. В матче второго раунда того турнира Чела переиграл № 6 мирового рейтинга Густаво Куэртена 3-6, 7-6(8), 6-4, а в финале своего соотечественника Мариано Пуэрту 6-4, 7-6(4). Благодаря этой победе он впервые вошел в Топ-100, прыгнув со 129-й на 74-ю строчку. В апреле на турнире серии Мастерс в Монте-Карло сумел выиграть у игрока Топ-10 Тима Хенмена 6-2, 4-6, 6-3, а в мае на турнире на Мальорке № 3 в мире на тот момент Евгения Кафельникова 5-7, 6-0, 6-3. На дебютном для себя турнире серии Большого шлема Открытом чемпионате Франции доходит до второго раунда. В сентябре Чела сыграл на Олимпийских играх в Сиднее, где во втором раунде проиграл будущему чемпиону Евгению Кафельникову.
На дебютном Открытом чемпионате Австралии в январе 2001 года сумел дойти до третьего раунда. В начале феврале выходит в финал грунтового турнира в Богота, но проигрывает его испанцу Фернандо Висенте. В марте 2001 года Хуану Игнасио приходится брать вынужденную паузу в своей карьере. В пробе взятой у него на Мастерсе прошлого года в Цинциннати нашли следы запрещенного метилтестостерона. В итоге Челу оштрафовали на 8 000 долларов, а также дисквалифицировали на три месяца с потерей рейтинговых очков. Возвращение на корт состоялось в июле 2001 года. В том месяце он смог выйти в четвертьфинал турнира в Амстердаме и выиграть два «челленджера» подряд (в Будаёрше и Сеговии). В августе прибавляет ещё две победы на бразильских «челленджерах» в Рибейране-Прету и Кампинасе. Выиграв осенью ещё два «челленджера» подряд (в Щецине и Лиме Чела возвращается в Топ-100 мирового рейтинга.

### 2002-06
В январе 2002 года на турнире в Сиднее впервые выходит в финал на хардовом покрытии. В борьбе за титул аргентинец проигрывает швейцарцу Роджеру Федереру 3-6, 3-6. В феврале на грунтовых турнирах в Буэнос-Айресе и Акапулько доходит до полуфинала. В марте на турнире в Скоттсдейле выходит в четвертьфинал, обыграв Робби Джинепри и Алекса Корретху, а также в Майами впервые до этой стадии добирается в рамках турнира серии Мастерс, обыграв среди прочих во втором раунде Энди Роддика 6-3, 2-6, 6-4. В июле Чела выиграл турнир в Амерсфорте, обыграв в финале № 7 в мире Альберта Косту 6-1, 7-6(4). Затем выходит в четвертьфинал в Кицбюэле. В августе во второй раз вышел в финал на харде, но вновь уступает (в Лонг-Айленде Парадорну Шричапану 7-5, 2-6, 2-6. На Открытом чемпионате США Чела сумел дойти до четвёртого раунда, обыграв в третьем № 5 в мире Тима Хенмана 6-3, 6-3, 6-2. В сентябре вышел в четвертьфинал в Гонконге.
Сезон 2003 года начинает с выхода в полуфинал на турнире в Ченнае. В феврале выходит в четвертьфинал в Буэнос-Айресе. В апреле на Мастерсе в Монте-Карло во втором раунде обыграл № 9 в мире Иржи Новака 6-4, 6-2 и по итогу турнира дошёл до четвертьфинала. В июле Новак взял у Челы реванш, обыграв его в четвертьфинале турнира в Гштаде. До той же стадии аргентинец добрался летом на турнирах в Кицбюэле и Лонг-Айленде и осенью на Мастерсе в Мадриде. Удачно аргентинец выступает на грунтовых турнирах весной 2004 года. В начале на турнире в Винья-дель-Маре совместно с Гастоном Гаудио ему удается завоевать первый в карьере парный титул ATP. После этого он вышел в четвертьфинал на турнирах в Коста-де-Суипе, Акапулько и Мастерсе на харде в Индиан-Уэллсе, где по пути обыграл № 9 Ллейтона Хьюитта 6-3, 4-6, 6-1. Затем в апреле он выигрывает свой 3-й титул ATP, переиграв в финале турнира в Эшториле россиянина Марата Сафина 6-7(2), 6-3, 6-3. Также на этом турнире ему удалось выиграть и парный титул. Помог Челе оформить победный дубль его соотечественник Гастон Гаудио. Как итог, находившийся на пике своей карьеры Чела смог дойти до четвертьфинала на Открытом чемпионате Франции, а в августе подняться на самую высокую для себя 15-ю строчку мирового рейтинга. Во второй части сезона 2004 года у Челы наметился спад, он лишь дважды сыграл в четвертьфиналах в Бостаде и Лонг-Айленде. Также он принял участие во вторых для себя Олимпийских играх в Афинах, где уступил уже в первом раунде белорусу Максиму Мирному.
В 2005 году удачно стартует с двух подряд полуфиналах на турнирах в Аделаиде и Окленде. На Открытом чемпионате Австралии в третьем раунде ему достался хозяин корта Ллейтон Хьюитт. Чела не только проиграл австралийцу со счетом 2-6, 6-4, 1-6, 4-6, но и омрачил своё выступление неприятным инцидентом. После неудачного розыграша, проходя мимо скамейки соперника плюнул в его сторону. Следующий раз лишь в мае ему удалось преодолеть первые раунды и дойти до четвертьфинала Мастерса в Гамбурге. В июле ему удалось выйти в полуфинал турнира в Лос-Анджелесе. В августе на турнире в Нью-Хейвене обыграл в втором раунде игрока Топ-10 Николая Давыденко 6-1, 7-6(5) и вышел по итогу в четвертьфинал турнира.
В 2006 году на Открытом чемпионате Австралии он вновь пересекается по сетке с Хьюиттом. На этот раз Челе удается выиграть у австралийца во втором раунде со счетом 6-4, 6-4, 6-7(8), 6-2 и по итогу дойти до четвёртого раунда на этом турнире. В конце феврале он сыграл в четвертьфинале на турнире в Коста-де-Суипе, а затем в начале марта вышел в финал турнира в Акапулько, но проиграл перуанцу Луису Орне 6-7(5), 4-6. Ещё до одного финала Чела добрался в июле на турнире в Кицбюэле. Его соперником по нему стал соотечественник Агустин Кальери, которому Чела проиграл в борьбе за титул 6-7(9), 2-6, 3-6. В августе он выходит в четвертьфинал в Сопоте и Нью-Хейвене. В концовке сезона сыграл в финале Кубка Дэвиса в составе Сборной Аргентины против Сборной России. Проиграв в первом же матче Николаю Давыденко 1-6, 2-6, 7-5, 4-6 на вторую игру против Сафина был заменен и в итоге сборная Аргентины уступила с общим счётом 2-3.

### 2007-12
2007 год Чела начал с выхода в четвертьфинал турнира в Окленде. Удачно выступал после Австралийского чемпионата. В феврале вышел в полуфинал в Коста-де-Суипе и четвертьфинал в Буэнос-Айресе. В начале марта сумел выиграть турнир в Акапулько, переиграв в финале испанца Карлоса Мойю 6-3, 7-6(2). Затем Чела удачно выступает на Мастерсах в Индиан-Уэллсе и Майами, сумев дойти до четвертьфиналов обоих турниров. В мае на Мастерсе в Риме он обыграл № 3 в мире Энди Роддика 6-0, 6-4 и также вышел в четвертьфинал. Затем несмотря на два поражения и только одну победу стал победителем неофициального командного Кубка мира в составе сборной Аргентины. В июле дошёл до полуфинала турнира в Штутгарте. На Открытом чемпионате США ему удается обыграть сильных теннисистов Ивана Любичича и Станисласа Вавринку и выйти в четвертьфинал, где он не смог переиграть испанца Давида Феррера. В конце сезона Чела вышел в четвертьфинал турнира в Вене и единственный раз в карьере закончил сезон в Топ-20.
Сезон 2008 года сложился для Челы неудачно. В феврале 2008 года он смог выйти в полуфинал в родном Буэнос-Айресе, а в апреле в четвертьфинал в Барселоне. После Открытого чемпионата Франции, где он выбыл во втором раунде больше до конца сезона не выступал, что сказалось на его рейтинге и Чела вылетел из первой сотни. Возвращение на корт состоялось уже в феврале 2009 года на турнире в Винья-дель-Маре, где его результатом стал выход в четвертьфинал. Следующий раз дойти до этой стадии ему удалось в мае на турнире в Кицбюэле, куда из-за низкого рейтинга он отобрался через три раунда квалификации. Из-за рейтинга ему также пришлось выступать на «челленджерах» и в концовке сезона на одном из них (в Медельине) ему удается одержать победу.
В апреле 2010 года, находясь на 82-м месте в рейтинге Челе удается выиграть титул на турнире ATP в Хьюстоне, который к тому же стал 5-м в его карьере. На Уимблдонском турнире неожиданно хорошо выступил в парном разряде. В партнерстве с Эдуардо Шванком ему удается дойти до полуфинала престижного турнира. В июле на турнире в Умаг он легко обыгрывает № 6 в мире Николая Давыденко 6-2, 6-1 и проходит в полуфинал. В сентябре он завоевывает последний в своей карьере титул ATP на турнире в Бухаресте, обыграв в финале испанца Пабло Андухара 7-5, 6-1. Здесь он выиграл и парный титул совместно с поляком Лукашом Куботом. В октябре 2010 вышел в четвертьфинал турнира в Вене.
Традиционно хорошо выступает аргентинец в феврале-марте на южноамериканских турнирах. В 2011 году ему удалось последовательно выйти в четвертьфинал в Сантьяго, полуфинал в Коста-де-Суипе и в финал турнира в Буэнос-Айресе, где проиграл в борьбе за титул Николасу Альмагро 3-6, 6-3, 4-6. В апреле в парных соревнованиях ему и его партнеру Бруно Соаресу удалось дойти до финала Мастерса в Монте-Карло. В мае на Открытом чемпионате Франции, в том числе благодаря удачной сетке, ему во второй раз в карьере удалось дойти до стадии четвертьфинала. На этот раз путь дальше ему преградил британский теннисист Энди Маррей 6-7(2), 5-7, 2-6. В июле вышел в полуфинал в Кицбюэле. В сентябре на турнире в Бухаресте ему не удалось защитить прошлогодний титул из-за поражения в полуфинале от прошлогоднего соперника по решающему матчу Пабло Андухара 4-6, 5-7. В 2012 году ему лишь однажды удается выйти в полуфинал на турнире Винья-дель-Маре. В итоге последний раз на профессиональный корт вышел на Уимблдонском турнире, где в первом раунде проиграл словаку Мартину Клижану. Не выступая в мировом туре в течение полугода, в декабре 2012 года объявил о завершении профессиональной карьеры.

## Рейтинг на конец года
| Год  | Одиночный рейтинг | Парный рейтинг |
| 2012 | 176               | 113            |
| 2011 | 29                | 49             |
| 2010 | 38                | 52             |
| 2009 | 73                | 203            |
| 2008 | 140               | 251            |
| 2007 | 20                | 291            |
| 2006 | 33                | 86             |
| 2005 | 39                | 87             |
| 2004 | 26                | 41             |
| 2003 | 38                | 112            |
| 2002 | 23                | 260            |
| 2001 | 70                | 779            |
| 2000 | 63                | 490            |
| 1999 | 124               | 1185           |
| 1998 | 206               | 905            |
| 1997 | 582               | 702            |
| 1996 | 1170              |                |

По данным официального сайта ATP на последнюю неделю года.

## Выступления на турнирах

### Финалы турнировATPв одиночном разряде (12)

#### Победы (6)
| Титулы                               |
| ------------------------------------ |
| Турниры Большого шлема (0)           |
| Кубок Мастерс / Финал ATP-тура (0)   |
| ATP Masters 1000 (0)                 |
| ATP International Gold / ATP 500 (2) |
| ATP International / ATP 250 (4+3)    |

| Титулы по покрытиям | Титулы по месту проведения матчей турнира |
| ------------------- | ----------------------------------------- |
| Хард (0)            | Зал (0)                                   |
| Грунт (6+3)         | Зал (0)                                   |
| Трава (0)           | Открытый воздух (6+3)                     |
| Ковёр (0)           | Открытый воздух (6+3)                     |

| №  | Дата             | Турнир                 | Покрытие | Соперник в финале | Счёт           |
| 1. | 27 февраля 2000  | Мехико, Мексика        | Грунт    | Мариано Пуэрта    | 6-4 7-6(4)     |
| 2. | 21 июля 2002     | Амерсфорт, Нидерланды  | Грунт    | Альберт Коста     | 6-1 7-6(4)     |
| 3. | 18 апреля 2004   | Оэйраш, Португалия     | Грунт    | Марат Сафин       | 6-7(2) 6-3 6-3 |
| 4. | 4 марта 2007     | Акапулько, Мексика (2) | Грунт    | Карлос Мойя       | 6-3 7-6(2)     |
| 5. | 11 апреля 2010   | Хьюстон, США           | Грунт    | Сэм Куэрри        | 5-7 6-4 6-3    |
| 6. | 26 сентября 2010 | Бухарест, Румыния      | Грунт    | Пабло Андухар     | 7-5 6-1        |

#### Поражения (6)
| №  | Дата            | Турнир                  | Покрытие | Соперник в финале | Счёт           |
| 1. | 4 февраля 2001  | Богота, Колумбия        | Грунт    | Фернандо Висенте  | 4-6 6-7(6)     |
| 2. | 12 января 2002  | Сидней, Австралия       | Хард     | Роджер Федерер    | 3-6 3-6        |
| 3. | 25 августа 2002 | Лонг-Айленд, США        | Хард     | Парадорн Шричапан | 7-5 2-6 2-6    |
| 4. | 5 марта 2006    | Акапулько, Мексика      | Грунт    | Луис Орна         | 6-7(5) 4-6     |
| 5. | 30 июля 2006    | Кицбюэль, Австрия       | Грунт    | Агустин Кальери   | 6-7(9) 2-6 3-6 |
| 6. | 20 февраля 2011 | Буэнос-Айрес, Аргентина | Грунт    | Николас Альмагро  | 3-6 6-3 4-6    |

### Финалы челленджеров и фьючерсов в одиночном разряде (17)

#### Победы (12)
| Условные обозначения |
| Челленджеры (9)      |
| Фьючерсы (3)         |

| Титулы по покрытиям | Титулы по месту проведения матчей турнира |
| ------------------- | ----------------------------------------- |
| Хард (3)            | Зал (0)                                   |
| Грунт (9)           | Зал (0)                                   |
| Трава (0)           | Открытый воздух (12)                      |
| Ковёр (0)           | Открытый воздух (12)                      |

| №   | Дата             | Турнир                     | Покрытие | Соперник в финале        | Счёт            |
| 1.  | 2 августа 1998   | Кампус-ду-Жордау, Бразилия | Хард     | Флавио Саретта           | 7-5 6-1         |
| 2.  | 1 ноября 1998    | Буэнос-Айрес, Аргентина    | Грунт    | Роберто Марсело Альварес | 6-4 6-1         |
| 3.  | 8 ноября 1998    | Асунсьон, Парагвай         | Грунт    | Энцо Артони              | 6-4 6-2         |
| 4.  | 14 мая 1999      | Салинас, Эквадор           | Хард     | Эрнан Гуми               | 6-4 7-6(7)      |
| 5.  | 24 октября 1999  | Лима, Перу                 | Грунт    | Иржи Ванек               | 6-2 7-5         |
| 6.  | 29 июля 2001     | Будаёрш, Венгрия           | Грунт    | Вернер Эшауэр            | 7-5 6-1         |
| 7.  | 5 августа 2001   | Сеговия, Испания           | Хард     | Олег Огородов            | 6-2 6-3         |
| 8.  | 26 августа 2001  | Рибейран-Прету, Бразилия   | Грунт    | Павел Шнобель            | 6-3 6-2         |
| 9.  | 2 сентября 2001  | Кампинас, Бразилия         | Грунт    | Диего Мойано             | 6-3 6-3         |
| 10. | 23 сентября 2001 | Щецин, Польша              | Грунт    | Николя Кутло             | 6-1 6-3         |
| 11. | 14 октября 2001  | Лима, Перу                 | Грунт    | Маркос Даниэль           | 6-2 1-0 — отказ |
| 12. | 8 ноября 2009    | Медельин, Колумбия         | Грунт    | Жуан Соуза               | 6-4 4-6 6-4     |

#### Поражения (5)
| №  | Дата             | Турнир              | Покрытие | Соперник в финале | Счёт        |
| 1. | 19 сентября 1997 | Асунсьон, Парагвай  | Грунт    | Федерико Браун    | 2-6 4-6     |
| 2. | 29 ноября 1998   | Лима, Перу          | Грунт    | Штефан Коубек     | 3-6 6-2 0-6 |
| 3. | 30 апреля 2000   | Майа, Португалия    | Грунт    | Андреа Гауденци   | 6-3 5-7 1-6 |
| 4. | 28 октября 2001  | Сан-Паулу, Бразилия | Грунт    | Агустин Кальери   | 4-6 3-6     |
| 5. | 16 августа 2009  | Бразилиа, Бразилия  | Хард     | Рикардо Мельо     | 6-7(2) 4-6  |

### Финалы турниров ATP в парном разряде (6)

#### Победы (3)
| №  | Дата             | Турнир               | Покрытие | Партнёр       | Соперники в финале                  | Счёт            |
| 1. | 15 февраля 2004  | Винья-дель-Мар, Чили | Грунт    | Гастон Гаудио | Николас Лапентти Мартин Родригес    | 7-6(2) 7-6(3)   |
| 2. | 18 апреля 2004   | Оэйраш, Португалия   | Грунт    | Гастон Гаудио | Леош Фридль Франтишек Чермак        | 6-2 6-1         |
| 3. | 26 сентября 2010 | Бухарест, Румыния    | Грунт    | Лукаш Кубот   | Марсель Гранольерс Сантьяго Вентура | 6-2 5-7 [13-11] |

#### Поражения (3)
| №  | Дата           | Турнир              | Покрытие | Партнёр       | Соперники в финале           | Счёт    |
| 1. | 7 марта 2004   | Акапулько, Мексика  | Грунт    | Николас Массу | Боб Брайан Майк Брайан       | 2-6 3-6 |
| 2. | 1 мая 2005     | Оэйраш, Португалия  | Грунт    | Томми Робредо | Леош Фридль Франтишек Чермак | 3-6 4-6 |
| 3. | 17 апреля 2011 | Монте-Карло, Монако | Грунт    | Бруно Соарес  | Боб Брайан Майк Брайан       | 3-6 2-6 |

### Финалы челленджеров и фьючерсов в парном разряде (2)

#### Поражения (2)
| №  | Дата             | Турнир             | Покрытие | Партнёр         | Соперники в финале               | Счёт            |
| 1. | 26 сентября 1997 | Асунсьон, Парагвай | Грунт    | Алехандро Дулко | Эгберто Кальдас Гонсало Родригес | 6-7 1-6         |
| 2. | 22 октября 2000  | Лима, Перу         | Грунт    | Луис Орна       | Мартин Родригес Гастон Этлис     | 2-6 2-5 — отказ |

### Финалы командных турниров (4)

#### Победы (1)
| №  | Год  | Турнир               | Команда                                                    | Соперник в финале                    | Счёт |
| 1. | 2007 | Командный Кубок мира | Аргентина · Х. Акасусо, А. Кальери, Х. И. Чела, С. Прието, | Чехия · Т. Бердых, М. Дамм, Я. Гайек | 2-1  |

#### Поражения (3)
| №  | Год  | Турнир                   | Команда                                                    | Соперник в финале                                        | Счёт |
| 1. | 2005 | Командный Кубок мира     | Аргентина · Г. Гаудио, Г. Каньяс, Г. Кориа, Х. И. Чела     | Германия · А. Васке, Ф. Майер, Н. Кифер, Т. Хаас,        | 1-2  |
| 2. | 2006 | Кубок Дэвиса             | Аргентина Х. Акасусо, А. Кальери, Д. Налбандян, Х. И. Чела | Россия Н. Давыденко, М. Сафин, Д. Турсунов               | 2-3  |
| 3. | 2011 | Командный Кубок мира (2) | Аргентина · М. Гонсалес, Х. Монако, Х. И. Чела             | Германия · Ф. Кольшрайбер, Ф. Майер, Ф. Пецшнер, К. Кас, | 1-2  |

## История выступлений на турнирах
| Турнир                 | 2000  | 2001          | 2002          | 2003          | 2004  | 2005          | 2006          | 2007          | 2008  | 2009                    | 2010                    | 2011                    | 2012                    | Итог   | В/П за карьеру |
| ---------------------- | ----- | ------------- | ------------- | ------------- | ----- | ------------- | ------------- | ------------- | ----- | ----------------------- | ----------------------- | ----------------------- | ----------------------- | ------ | -------------- |
| Турниры Большого Шлема |       |               |               |               |       |               |               |               |       |                         |                         |                         |                         |        |                |
| Australian Open        | -     | 3Р            | 2P            | 2P            | 2P    | 3P            | 4P            | 3P            | 1P    | -                       | 1Р                      | 1Р                      | 3Р                      | 0 / 11 | 14-11          |
| Roland Garros          | 2P    | -             | 1P            | 3P            | 1/4   | 2P            | 1Р            | 2Р            | 2P    | 1P                      | 2P                      | 1/4                     | 1Р                      | 0 / 12 | 15-12          |
| Уимблдон               | 1P    | -             | 1P            | 2P            | 2P    | -             | 1P            | 2P            | -     | -                       | 1P                      | 2P                      | 1P                      | 0 / 9  | 4-9            |
| US Open                | 1P    | -             | 4P            | 3P            | 1P    | 1P            | 1P            | 1/4           | -     | 2P                      | 2P                      | 3P                      | -                       | 0 / 10 | 13-10          |
| Итог                   | 0 / 3 | 0 / 1         | 0 / 4         | 0 / 4         | 0 / 4 | 0 / 3         | 0 / 4         | 0 / 4         | 0 / 2 | 0 / 2                   | 0 / 4                   | 0 / 4                   | 0 / 3                   | 0 / 42 |                |
| В/П в сезоне           | 1-3   | 2-1           | 4-4           | 6-4           | 6-4   | 3-3           | 3-4           | 8-4           | 1-2   | 1-2                     | 2-4                     | 7-4                     | 2-3                     |        | 46-42          |
| Олимпийские игры       |       |               |               |               |       |               |               |               |       |                         |                         |                         |                         |        |                |
| Олимпиада              | 2Р    | Не проводился | Не проводился | Не проводился | 1Р    | Не проводился | Не проводился | Не проводился | -     | Не проводился           | Не проводился           | Не проводился           | -                       | 0 / 2  | 1-2            |
| Турниры ATP Masters    |       |               |               |               |       |               |               |               |       |                         |                         |                         |                         |        |                |
| Индиан-Уэллc           | -     | 1Р            | 3Р            | 2Р            | 1/4   | 3Р            | 2Р            | 1/4           | 3Р    | 1Р                      | 1Р                      | 3Р                      | 2Р                      | 0 / 12 | 12-12          |
| Майами                 | -     | 1Р            | 1/4           | 3Р            | 3Р    | 3Р            | 4Р            | 1/4           | 2Р    | 1Р                      | 2Р                      | 2Р                      | 2Р                      | 0 / 12 | 13-12          |
| Монте-Карло            | 3Р    | -             | 3Р            | 1/4           | 3Р    | 1Р            | 2Р            | 2Р            | 1Р    | 2Р                      | -                       | 1Р                      | 1Р                      | 0 / 11 | 12-11          |
| Гамбург                | -     | -             | 3Р            | 1Р            | 1Р    | 1/4           | 1Р            | 2Р            | 2Р    | Не турнир серии Masters | Не турнир серии Masters | Не турнир серии Masters | Не турнир серии Masters | 0 / 7  | 6-7            |
| Мадрид                 | -     | -             | 1Р            | 1/4           | 2Р    | 2Р            | 2Р            | 2Р            | -     | 1Р                      | 2Р                      | 1Р                      | 1Р                      | 0 / 10 | 6-10           |
| Рим                    | 1Р    | -             | 2Р            | 2Р            | 1Р    | 2Р            | 1Р            | 1/4           | 1Р    | 1Р                      | 1Р                      | 3Р                      | 1Р                      | 0 / 12 | 8-12           |
| Торонто/Монреаль       | 1Р    | -             | 1Р            | 2Р            | 3Р    | 1Р            | 1Р            | 1Р            | -     | -                       | 2Р                      | 1Р                      | -                       | 0 / 9  | 4-9            |
| Цинциннати             | 1Р    | -             | 1Р            | 3Р            | 3Р    | 3Р            | 3Р            | 2Р            | -     | -                       | -                       | 1Р                      | -                       | 0 / 10 | 13-10          |
| Париж                  | -     | -             | 1Р            | 1Р            | 1Р    | -             | 2Р            | 2Р            | -     | -                       | 1Р                      | -                       | -                       | 0 / 6  | 1-6            |
| Статистика за карьеру  |       |               |               |               |       |               |               |               |       |                         |                         |                         |                         |        |                |
| Проведено финалов      | 1     | 1             | 3             | 0             | 1     | 0             | 2             | 1             | 0     | 0                       | 2                       | 1                       | 0                       |        | 12             |
| Выиграно турниров АТП  | 1     | 0             | 1             | 0             | 1     | 0             | 0             | 1             | 0     | 0                       | 2                       | 0                       | 0                       |        | 6              |
| В/П: всего             | 14-18 | 10-10         | 46-29         | 36-27         | 35-26 | 28-26         | 29-27         | 40-25         | 14-12 | 11-14                   | 28-24                   | 29-24                   | 6-12                    |        | 326-277        |
| Σ % побед              | 44 %  | 50 %          | 61 %          | 57 %          | 57 %  | 52 %          | 52 %          | 62 %          | 54 %  | 44 %                    | 54 %                    | 55 %                    | 33 %                    |        | 54 %           |